# Idea margherita
Idea margherita är en fjärilsart som beskrevs av Hans Fruhstorfer 1903. Idea margherita ingår i släktet Idea och familjen praktfjärilar. Inga underarter finns listade i Catalogue of Life.